# چشم‌آبی دل‌چسب
چشم‌آبی دل‌چسب (نام علمی: Pseudomugil tenellus) نام یک گونه از سرده ماهی‌های چشم‌آبی است.